# دانشگاه ایالتی لوهانسک
دانشگاه ایالتی لوهانسک (به لاتین: Luhansk State University of Internal Affairs) یک دانشگاه در اوکراین است که در لوهانسک واقع شده‌است.